# (73433) 2002 LJ57
(73433) 2002 LJ57 – planetoida z pasa głównego asteroid okrążająca Słońce w ciągu 4,52 lat w średniej odległości 2,73 j.a. Odkryta 11 czerwca 2002 roku.